# 4481 Herbelin
4481 Herbelin (1985 RR) là một tiểu hành tinh vành đai chính được phát hiện ngày 14 tháng 9 năm 1985 bởi Ted Bowell ở Anderson Mesa Station of the Lowell Observatory.